# Georg Wagnleithner
Georg Wagnleithner (* 30. Oktober 1861 in Aspach; † 2. Juli 1930 in Grieskirchen) war ein österreichischer Priester, der unter dem Pseudonym Georg Stibler auch als Autor, Musiker und Maler tätig war.

## Leben, Ausbildung
Er wählte die Studienlaufbahn, weil er eine besondere Vorliebe für Gesang und Zeichnen hatte und jedem Handwerk mit Ausnahme der Bildhauerei abgeneigt war. Nach dem Besuch des Staatsgymnasiums, wo er 1881 maturierte, ignorierte er die Empfehlung seiner Professoren, an der Malerakademie in Wien zu studieren, weil ihm Wien zu weit entfernt war. Er trat in das Priesterseminar in Linz ein, studierte von 1881 bis 1885 Theologie und wurde am 27. Juli 1884 zum Priester geweiht.

## Berufliches Wirken als Priester
Er war zunächst dreizehn Jahre Kooperator und Provisor in Grieskirchen und war in dieser Zeit für den von 1909 bis 1911 durchgeführten Umbau und die völlige Neugestaltung von Turm und Dach zuständig. Ihm angetragene Posten wie Redakteur des Linzer Volksblattes oder Direktor des Salesianums lehnte er mit Hinweis auf das hohe Alter seines Pfarrers ab. Von 1898 bis 1930 wirkte er als Pfarrer von Grieskirchen. Ab 1911 war er Vertreter der katholischen Kirche im Bezirksschulrat des Bezirkes Grieskirchen und ab 1912 Dechant und Schuldistrikt-Aufseher des Dekanates Kallham. Neben dem damaligen Stadtarzt Hans Engl machte sich Wagnleithner um die Schaffung des St. Franziskus-Krankenhauses in Grieskirchen verdient, das 1912 im ehemaligen Schloss Reinleiten eröffnet wurde. 1917 wurde er wie sein Vorgänger zum Ehrendomherren der Diözese Linz ernannt. 1919 war er auch Administrator des Dekanates Gaspoltshofen. Wagnleithner ist in der Friedhofskapelle von Grieskirchen beerdigt.

## Künstlerische Tätigkeit
Unter dem Geburtsnamen seiner Mutter begann er als Georg Stibler zunächst in hochdeutsch, später auch im Innviertler Dialekt Gedichte zu verfassen. Dabei wählte er als Form den Vierzeiler und bereicherte diese mit zahlreichen Volksreimen. Die Themen reichten von Heimat, Landleben, Natur, und Religion verbunden mit getragenem Humor. Die von ihm verwendeten Typen und Bilder aus dem Volksleben sind in verschiedenen Zeitungen und Kalendern erschienen. Sein längstes Werk, S´Linsadliad, ein Epos in zehn Gesängen, ist der Verarbeitung des Flachses zur Leinwand gewidmet. Vielen seiner Gedichte hat er heimatkundliche Zeichnungen beigegeben, Einbände und Titelseiten seiner Bücher gestaltete er selbst. Er kümmerte sich teilweise auch selbst um die Unterlegung von Texten mit volksliedhaften Melodien. Weitere Gedichte wurden von Franz Neuhofer und Joseph Kronsteiner vertont. Er war Mitglied der Innviertler Künstlergilde.

### Textbeispiel
Bescheiden will er sich in seiner Dichtkunst nicht mit dem Dichter der Oberösterreichischen Landeshymne „Hoamatland“ Franz Stelzhamer vergleichen, sondern meint:

„Aus oan‘ Brunn ham ma gschöpft,

der nia la wird und lent,

da Franzl mitn Söchter

und i – mit da Händ!“

## Würdigungen und Auszeichnungen
- Geistlicher Rat (1907)

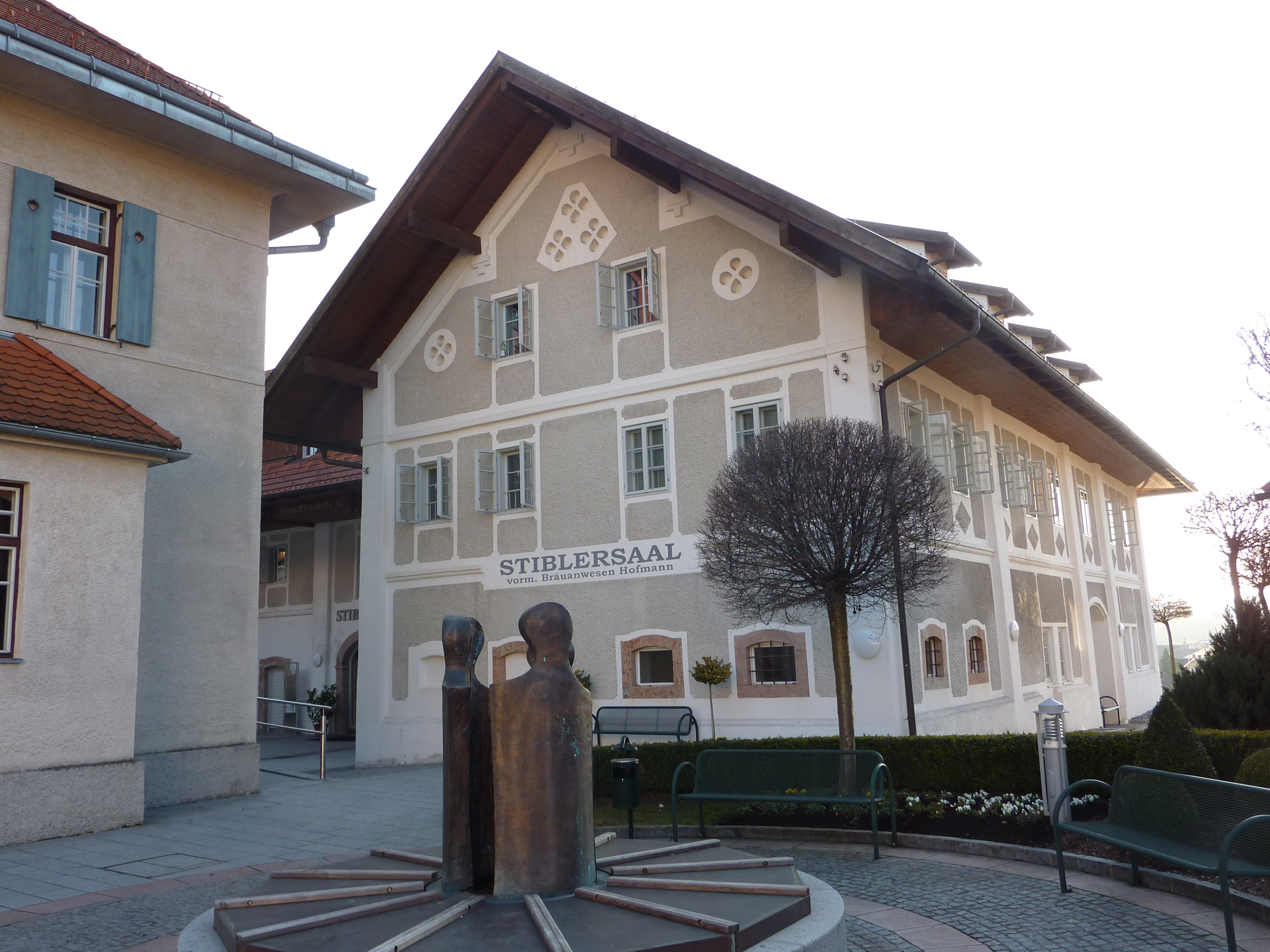
Das denkmalgeschützte Gebäude Stiblersaal

- Ehrenbürger von Grieskirchen (auch Parz, Manglburg) und Tollet (1909)
- Konsistorialrat (1912)
- Ritterkreuz des Franz-Joseph-Ordens (1912)
- Ehrenkanonikus (1917)
- Kriegskreuz für Zivilverdienste II. Klasse (1917)
- Ehrenbürger von Pollham (1929)
- In Grieskirchen wurden die Wagnleithnerstraße, der Stiblerweg und die Stiblerbrücke nach ihm benannt. Seine Heimatgemeinde Aspach setzte ihm 1950 ein Denkmal, benannte das denkmalgeschützte vormalige Bräuanwesen Hofman als Stiblersaal und auch die Stibler-Linde[4] erinnert dort an ihn.[5]
- Seinem Heimatort Aspach spendete er seinerzeit die aus dem Schloss Roith in Taufkirchen an der Trattnach stammende Dreifaltigkeitssäule.[6]
- In Linz ist im Bezirk Neue Welt wurde 1962 ebenfalls ein Stiblerweg benannt.[7]
- Im Gemeindewappen von Wendling ist eine silberne Seerose mit goldenem Butzen und goldenen Kelchblättern abgebildet. Ursprung des Wappens ist di von Georg Stibler 1928 in Bad Goisern in Gedichtform gefasste Sage Die Seerose von Wendling.

## Schriften (Auswahl)
- Pater Sigismund Fellöcker (Hrsg.): Kripplgsangl und Kripplspiel in der oberösterreichischen Volksmundart, Bände 6 bis 8, Linz 1885 bis 1887
- Josef Haimerl (Hrsg.): Georg Stiblers Dichtungen, Linz 1926 und Ried 1951
- Anton Sageder (Hrsg.): Georg Stibler: Jahresringe, Selbstbiographie, Aspach 1990
- Linzer Dombauverein (Hrsg.): Maria Schmolln in Oberösterreich. In: Ave Maria, Linz 1897, S. 232–234 und 255–256
- Das Christgeschenk, ein Weihnachtsspiel, Linz 1908
- Gedichte und Skizzen in den Kalendern des Katholischen Pressvereins und des Volksvereins (ab 1910)
- Grieskirchen in neuester Zeit, Festschrift zur 300-Jahr-Feier der Stadt Grieskirchen, Linz 1913, S. 103–127.
- S´Linsadliad, Grieskirchen 1921
- Das Lied vom Untersberg, Salzburg 1923
- Grieskirchen. In: Heimatland. Illustrierte Beilage zum Linzer Volksblatt. Linz 1929